# Scherzgefäß

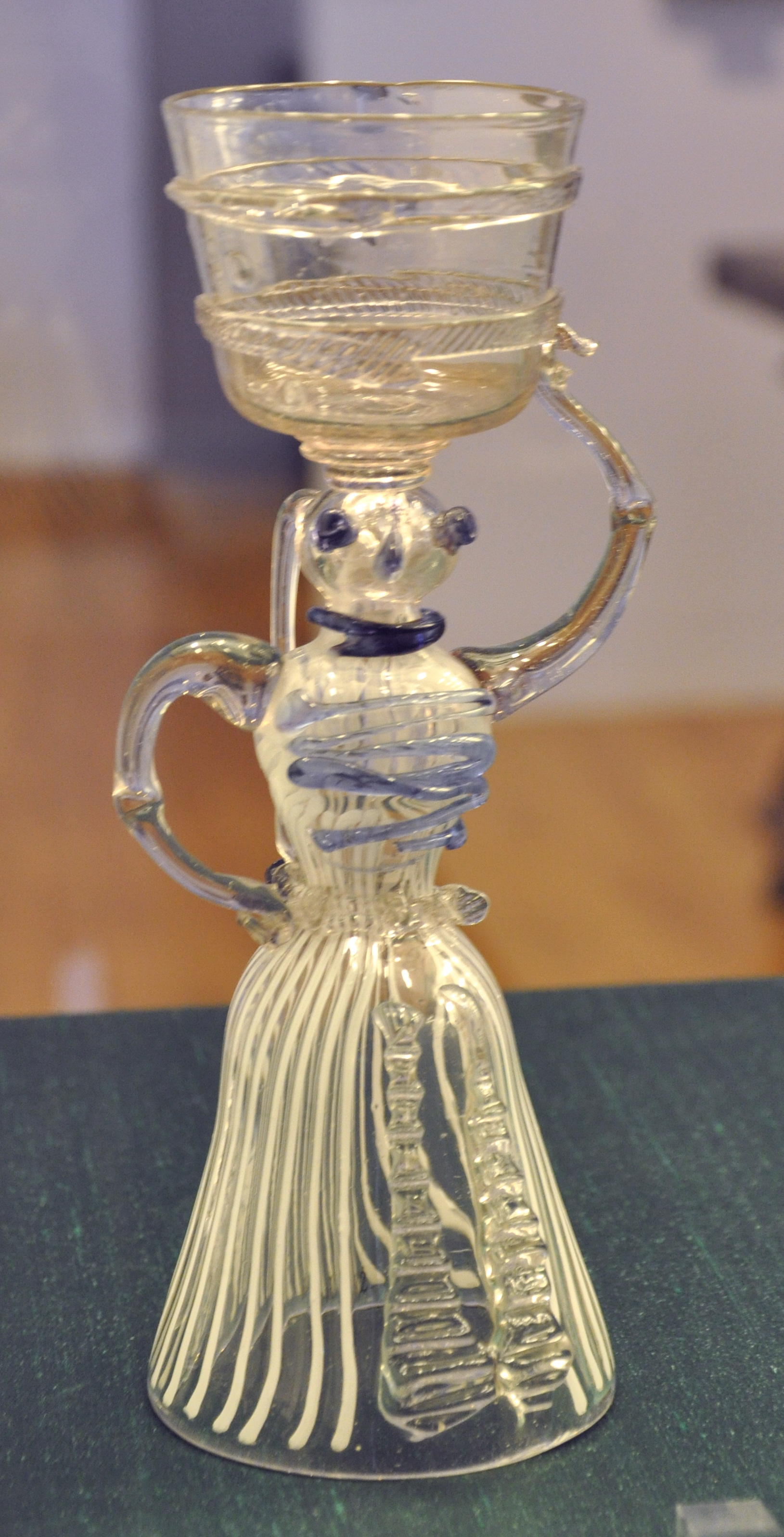
„Jungfrauenbecher“, Scherzgefäß aus Deutschland 17./18. Jh., farbloses Glas mit weißen Emailfarben

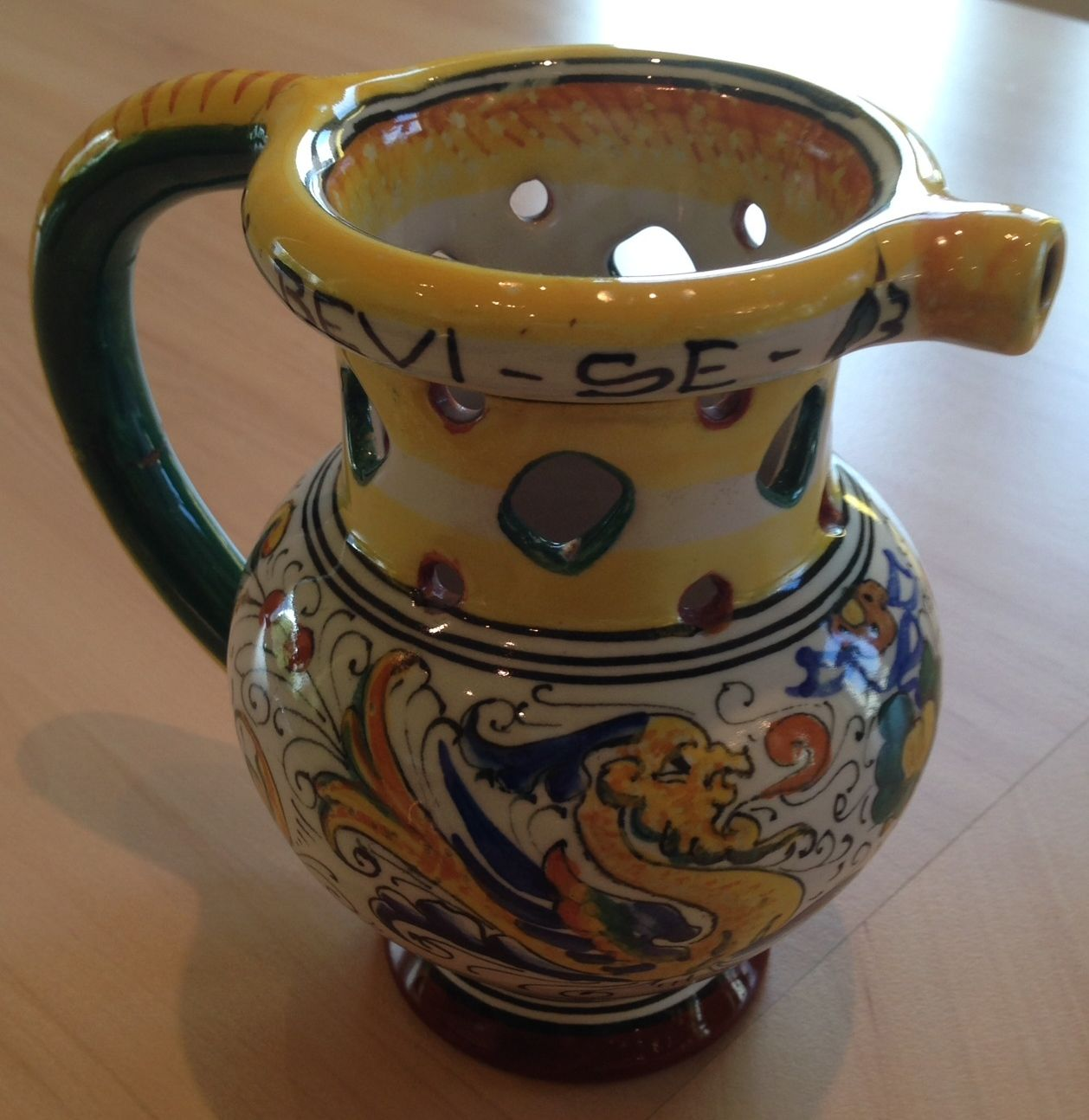
Puzzle Jug aus Italien mit der Aufschrift „BEVI – SE PUOI“ („Trink, wenn du kannst“), 19./20. Jh.

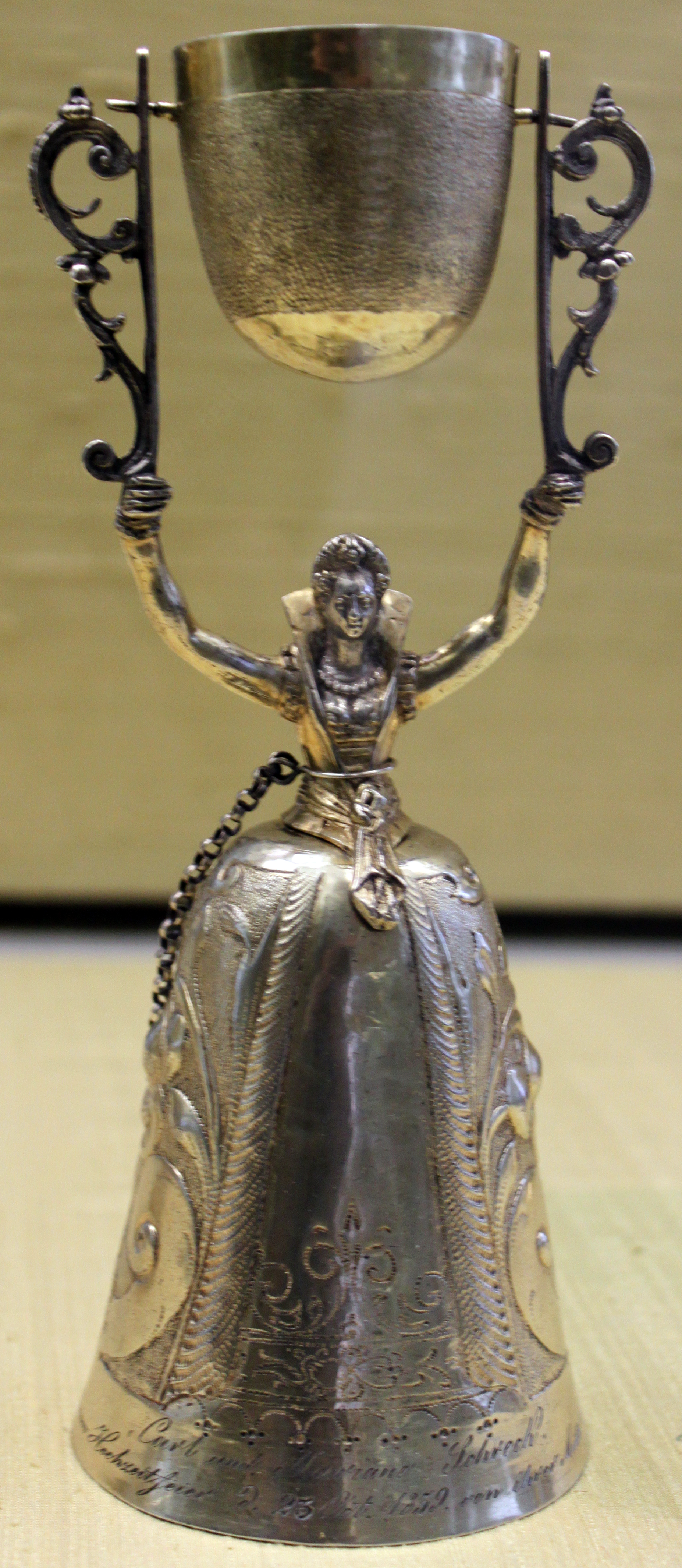
Jungfrauenbecher; Caspar II Beutmüller, Nürnberg; 1619; Germanisches Nationalmuseum Nürnberg

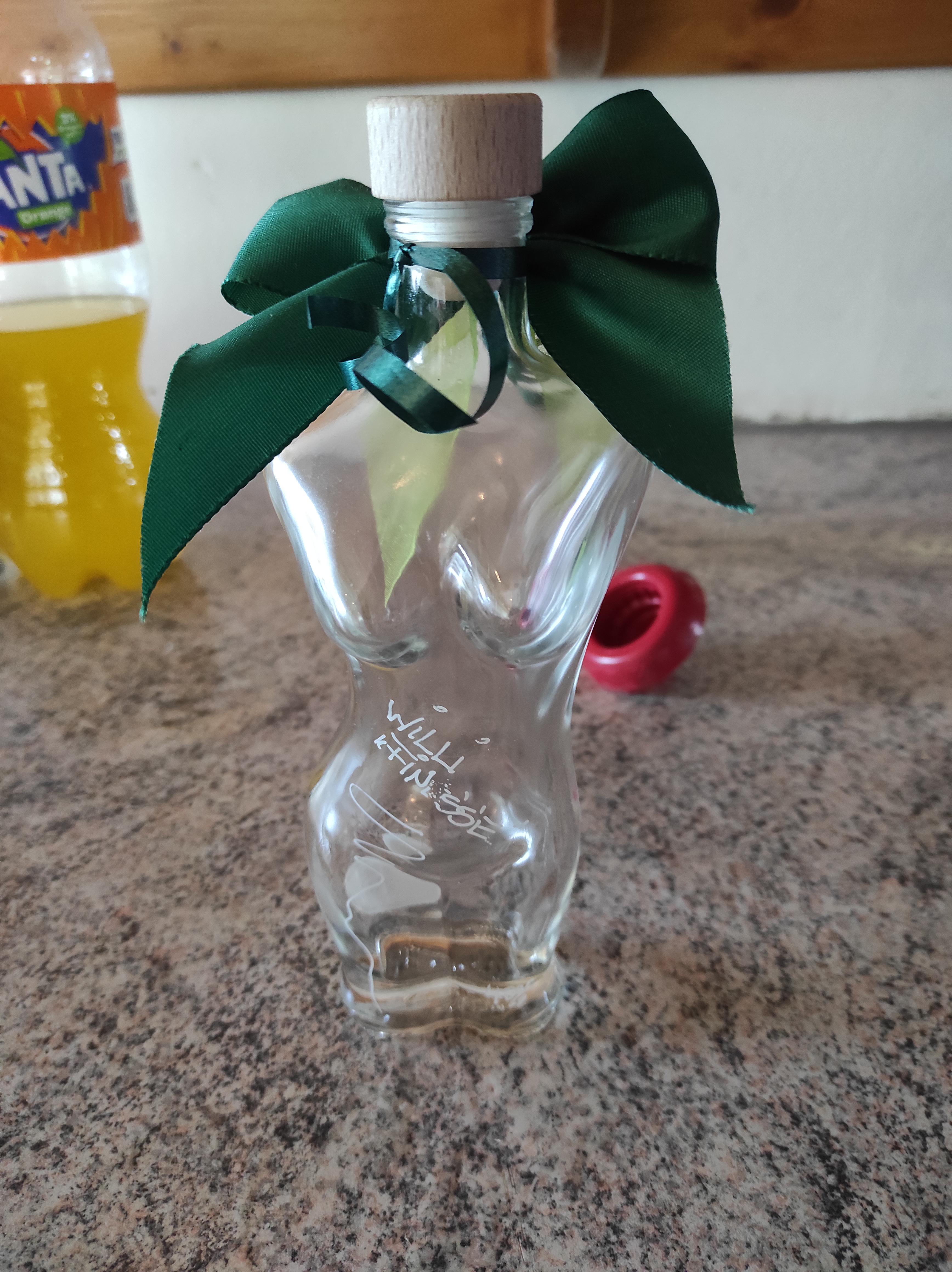
Modernes Vexierglas für Likör in Form eines weiblichen Torsos

Bei einem Scherzgefäß, auch Scherztrinkgefäß, Scherzglas, Scherzflasche, Vexierglas, Vexiergefäß, Vexierkrug (lateinisch vexare „plagen, quälen“), handelt es sich um ein Gefäß, das primär der Unterhaltung dient. Die Handhabung eines Scherzgefäßes erfordert Geschicklichkeit, da es absonderlich geformt ist und dadurch das Trinken bzw. Ausgießen erschwert wird.
Scherzgefäße in den verschiedensten Formen waren vor allem in der Renaissance (16. Jahrhundert), einer sehr trinkfreudigen Zeit, verbreitet und beliebt. Es gab sie nicht nur in den verschiedensten Formen, sondern auch aus verschiedenen Materialien wie Glas, Keramik und Metall.
Einige Beispiele für Scherzgläser sind:
- Rüsselglas – diese Gläser werden niemals leer. Beim Trinken läuft die Flüssigkeit in den hohlen Rüssel und beim Absetzen des Glases läuft sie wieder zurück.

- Goglò – diese Gläser bestehen aus mehreren, in einer Linie angeordneten, Hohlkugeln. Diese Hohlkugeln sind dabei von unterschiedlicher Größe, nach oben hin kleiner werdend. Das Ausgießen aus einem derartigen Glas erfordert besonderes Geschick, da die Flüssigkeit unregelmäßig nachrinnt und dadurch leicht verschüttet werden kann. Auch gibt das Gefäß durch seinen Aufbau beim Ausgießen Gluckerlaute von sich.

- Angster/Kuttrolf – bei verdrehtem Hals lässt es sich nur schwer ausgießen. So passiert es leicht, dass Flüssigkeit verschüttet wird und dadurch für Erheiterung der Tischrunde gesorgt wird.

- Puzzle jug – nur durch Ansaugen der Flüssigkeit über den Stutzen (Henkel sowie oberer Gefäßrand sind hohl) kann ohne Verschütten aus diesem Gefäß getrunken werden, da die Flüssigkeit beim Versuch, konventionell auszuschenken, durch die Löcher im oberen Bereich des Gefäßes rinnt. Zusätzlich erschwert wird das Trinken oft noch durch ein Loch oder auch mehrere Löcher im Henkel des Gefäßes, welche zugehalten werden müssen, um die Flüssigkeit ansaugen zu können.

- Jungfrauenbecher/Jungfernbecher/Brautbecher – diese Gefäße sind eine Form des Doppelbechers, bestehend aus einem kleineren, beweglichen Becher für die Dame und einem größeren, unbeweglichen Becher für den Herrn. Dabei stellt der Becher des Herren den Rock einer Dame dar, welche den Becher für die Dame mit ihren Händen über dem Kopf hält. Hält man die Figur kopfüber, kann aus beiden Bechern gleichzeitig getrunken werden.